# 리겅시
리겅시(李庚希, 2000년 4월 22일 ~ )는 중국의 배우이다.

## 출연작

### 드라마
- 2018년 유쿠 웹드라마 《청춘연애》 - 막욱화 역
- 2018년 아이치이 웹드라마 《동학양억세》 - 선목 역
- 2019년 저장 위성 텔레비전 중국람극장 《소환희》 - 교영자 역
- 2020년 후난위성텔레비전 금응독파극장 《이십불혹》 - 뤄옌 역
- 2021년 유쿠 웹드라마 《화호월우원》 - 소완자 역
- 2021년 텐센트 웹드라마 《설중한도행 : 왕의 길》 - 강니 역
- 2022년 CCTV-1 제일특약극장 《초월》 - 천미엔 역
- 2022년 후난위성텔레비전 금응독파극장 《이십불혹 2》 - 뤄옌 역
- 2022년 CCTV-1 제일특약극장 《대고》 - 티엔원원 역
- 2022년 유쿠 웹드라마 《월리청산담여화》 - 추원 역